# Quintettes avec guitare de Boccherini

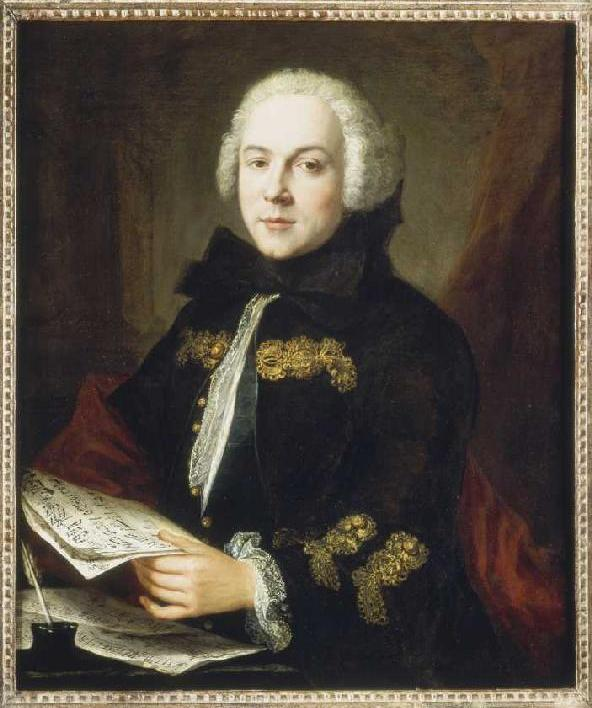
Portrait de Luigi Boccherini, 1764-68. Huile sur toile de Jean-Étienne Liotard. Collection privée, Budenheim, Allemagne.

Les quintettes avec guitare de Luigi Boccherini sont un ensemble de huit œuvres sans numéros d'opus. Il s'agit de transcriptions de quatuors et de quintettes de Boccherini par le compositeur lui-même. Écrits entre 1798 et 1799, ils sont pour un effectif de quatuor à cordes et guitare.

## Quintettes avec guitare par numérosGérard

### Quintettesnos8, 10, 11, 12 (G.452)
Ces quintettes sont perdus.

## Discographie
- Quintets I, II, & III for String Quartet and Guitar, (G. 445), (G. 446), (G. 447), The Artaria Quartet (E. Blumenstock, K. Kyme, A. Martin, E. Le Guin) & R. Savino, guitare, Harmonia Mundi HMU 907026, 1991.
- Quintets IV, V, & VI for String Quartet and Guitar, (G. 448), (G. 449), (G. 450), The Artaria Quartet (E. Blumenstock, K. Kyme, A. Martin, E. Le Guin) & R. Savino, guitare, Harmonia Mundi HMU 907039, 1990
- Quintets VII, & VIII for String Quartet and Guitar, (G. 451), (G. 453), The Artaria Quartet (E. Blumenstock, K. Kyme, A. Martin, E. Le Guin) & R. Savino, guitare, Harmonia Mundi  HMU 907069, 1991
- Guitar Quintets, vol. 1, (G. 445), (G. 446), (G. 447), Zoltan Tokos et quatuor à cordes Danubius, 1991, Naxos 8.550551
- Guitar Quintets, vol. 2, (G. 448), (G. 449), (G. 450), Zoltan Tokos et quatuor à cordes Danubius, 1991, Naxos 8.550552
- Guitar Quintets, vol. 3, (G. 453),( G. 451), et quintette à cordes (G. 275), Zoltan Tokos et quatuor à cordes Danubius, 1992, Naxos 8.550731
- Quintettes avec guitare, (G. 451) et (G.448), La Real Cámara et José Miguel Moreno, guitare (juin 2000, Glossa GDC 920305) (BNF 44254955)